# Forscherstation Klaus-Tschira-Kompetenzzentrum
Die Forscherstation, Klaus-Tschira-Kompetenzzentrum für frühe naturwissenschaftliche Bildung mit Sitz in Heidelberg wird von der Klaus Tschira Stiftung getragen.

## Forscherstation
Ihr Ziel ist es, pädagogische Fach- und Lehrkräfte aus Krippe, Kita und Grundschule für Naturwissenschaften zu begeistern und zu befähigen. Dafür setzt die Forscherstation auf berufsbegleitende Fortbildungen, die Bereitstellung geeigneter Experimentierideen, praxisbezogene Forschung sowie die Qualifizierung wissenschaftlichen Nachwuchses. Dabei arbeitet die Forscherstation eng mit der Pädagogischen Hochschule Heidelberg zusammen.